# بزرگراه محمد علی جناح
بزرگراه محمد علی جناح با شماره بزرگراه ۵۷ یکی از بزرگراه‌های تهران است که جهت شمالی-جنوبی دارد. این بزرگراه که در غرب تهران واقع شده، از میدان دوم صادقیه آغاز شده و به میدان آزادی منتهی می‌شود. ترمینال مسافربری غرب تهران در سمت غرب این بزرگراه جای دارد.
بزرگراه محمدعلی جناح یکی از چند بزرگراه اصلی غرب تهران است که به افتخار محمدعلی جناح بنیان‌گذار کشور پاکستان نامگذاری شده‌است.
این بزرگراه با کشیدگی جغرافیایی شمالی-جنوبی، ۲٫۵ کیلومتر درازا دارد و خط ده سامانه اتوبوس تندرو در آن قرار دارند. بزرگراه محمدعلی جناح در مسیر خود با بزرگراه اشرفی اصفهانی، بزرگراه آیت‌الله کاشانی، خیابان ستارخان، بلوار شهید گلاب، آزادراه ۲ ایران (اتوبان تهران-کرج)، بزرگراه شیخ فضل‌الله نوری، بزرگراه مخصوص کرج (جاده ۳۲ ایران) و خیابان آزادی تقاطع دارد.

## تقاطع ها
| از شمال به جنوب            | از شمال به جنوب                                           | از شمال به جنوب |
| -------------------------- | --------------------------------------------------------- | --------------- |
| میدان دوم صادقیه           | بزرگراه اشرفی اصفهانی بلوار آیت‌الله کاشانی خیابان ستارخان |                 |
| دوربرگردان                 |                                                           |                 |
| BRT 10 ایستگاه صادقیه      |                                                           |                 |
| دوربرگردان                 |                                                           |                 |
|                            | ایستگاه متروی صادقیه                                      |                 |
| BRT 10 ایستگاه مترو صادقیه |                                                           |                 |
| پل جناح                    | بزرگراه شیخ فضل الله نوری بزرگراه حجازی                   |                 |
|                            | بلوار دانش بلوار صالحی                                    |                 |
| پایانه آزادی               |                                                           |                 |
| BRT 10 ایستگاه جناح        |                                                           |                 |
| میدان آزادی                | بزرگراه لشگری بزرگراه سعیدی خیابان آزادی                  |                 |
| از جنوب به شمال            |                                                           |                 |